# Liste der Biografien/Gres
Liste der Biografien |
Portal Biografien |
Personensuche
# |
A |
B |
C |
D |
E |
F |
G |
H |
I |
J |
K |
L |
M |
N |
O |
P |
Q |
R |
S |
T |
U |
V |
W |
X |
Y |
Z |
?
 
Ga |
Gb |
Gc |
Gd |
Ge |
Gf |
Gh |
Gi |
Gj |
Gk |
Gl |
Gm |
Gn |
Go |
Gp |
Gq |
Gr |
Gs |
Gu |
Gv |
Gw |
Gy |
Gz
 
Gra |
Grb–Grd |
Gre |
Grg |
Gri |
Grj |
Grk |
Grl |
Grm |
Gro |
Grs |
Gru |
Gry |
Grz
 
Grea |
Greb |
Grec |
Gred |
Gree |
Gref |
Greg |
Greh |
Grei |
Grek |
Grel |
Grem |
Gren |
Grep |
Gres |
Gret |
Greu |
Grev |
Grew |
Grey |
Grez
Die Liste der Biografien führt alle Personen auf, die in der deutschsprachigen Wikipedia einen Artikel haben. Dieses ist eine Teilliste mit 94 Einträgen von Personen, deren Namen mit den Buchstaben „Gres“ beginnt.

## Gres
- Grès, Jean-Pierre (* 1949), französischer Sprinter
- Gres, Joachim (* 1947), deutscher Politiker (CDU), MdB

### Gresa
- Grešák, Jozef (1907–1987), slowakischer Komponist, Pianist und Organist

### Gresb
- Gresbeck, Heinrich, deutscher Tischler, Historiker der Täuferbewegung von Münster

### Gresc
- Gresch, Franz-Josef (1925–2016), deutscher Sportfunktionär, Mitbegründer des deutschen Ju-Jutsus
- Gresch, Steffen (* 1965), deutscher Vortragskünstler, Schauspieler, Autor und DDR-Bürgerrechtler
- Greschat, Hans-Jürgen (1927–2022), deutscher Religionswissenschaftler
- Greschat, Katharina (* 1965), deutsche evangelische Theologin und Hochschullehrerin
- Greschat, Martin (1934–2017), deutscher Kirchenhistoriker
- Greschik, Rainer (1943–2023), deutscher Architekt, Sammler afrikanischer Kunst
- Greschke, Heike (* 1969), deutsche Soziologin
- Greschner, Ron (* 1954), kanadischer Eishockeyspieler
- Greschuk, Demetrius Martin (1923–1990), kanadischer Geistlicher, Bischof von Edmonton

### Grese
- Grese, Irma (1923–1945), deutsche KZ-Aufseherin in Auschwitz und Bergen-BelsenIrma Grese (1923–1945)

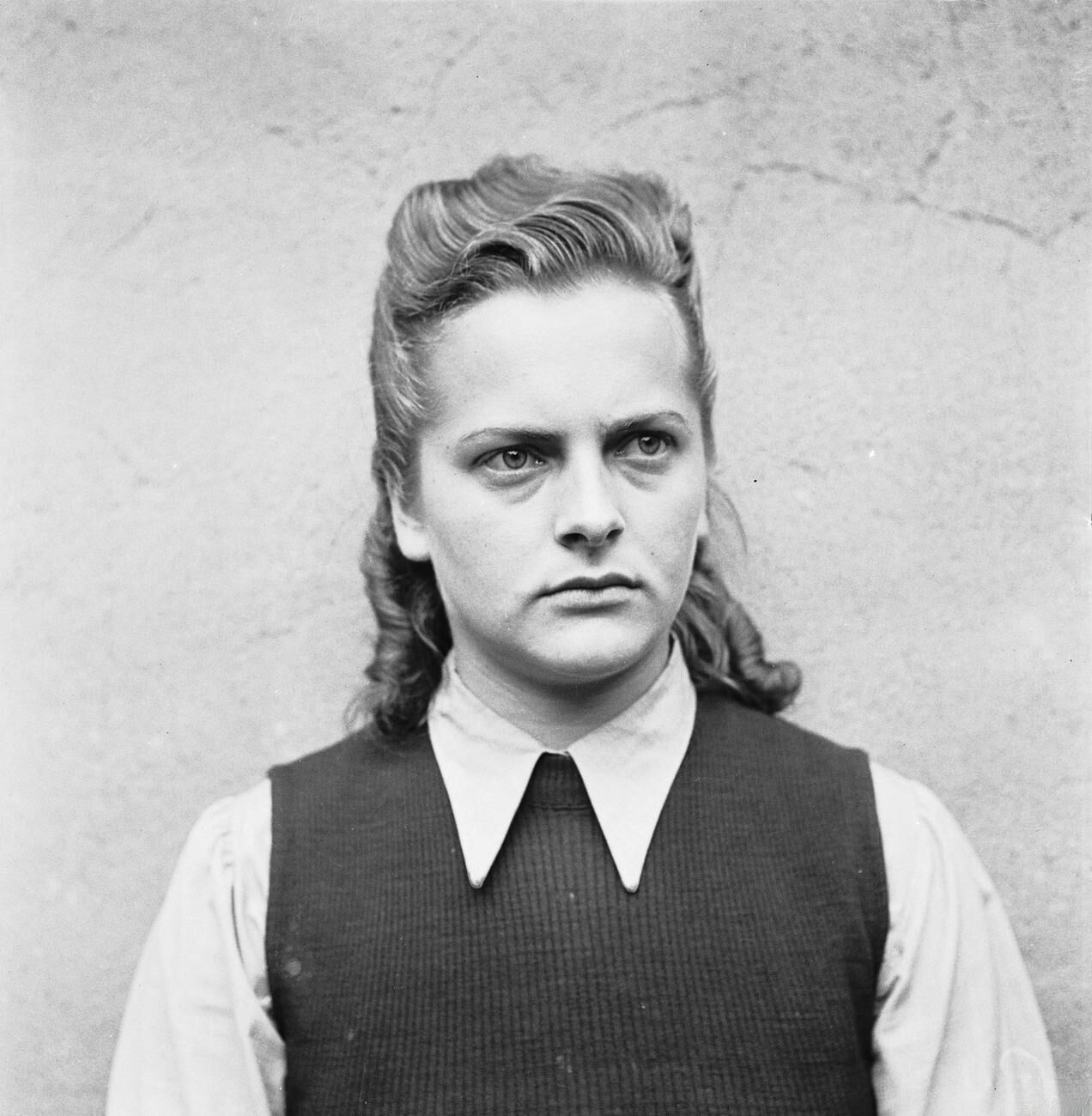
Irma Grese (1923–1945)

- Greselin, Elio Giovanni (* 1938), italienischer Geistlicher, emeritierter Bischof von Lichinga
- Greselius, Jakobus (1483–1552), deutscher Humanist und Kleriker Professor der alten Universität Köln
- Gresemund, Dietrich (1477–1512), humanistischer deutscher Autor
- Gresens, Holger (* 1967), deutscher Fußballspieler
- Greser, Achim (* 1961), deutscher Karikaturist
- Greser, Daniel (1504–1591), lutherischer Theologe

### Gresh
- Gresh, Alain (* 1948), französischer Journalist
- Greshake, Gisbert (* 1933), römisch-katholischer Dogmatiker
- Gresham, Clint (* 1986), US-amerikanischer Footballspieler
- Gresham, Douglas (* 1945), britischer Autor und FilmproduzentDouglas Gresham (* 1945)

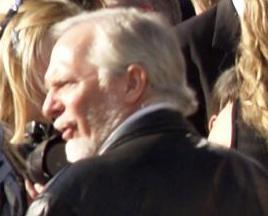
Douglas Gresham (* 1945)

- Gresham, Gloria (* 1946), US-amerikanische Kostümbildnerin
- Gresham, James (1836–1914), britischer Eisenbahningenieur
- Gresham, Jermaine (* 1988), US-amerikanischer American-Football-Spieler
- Gresham, Matt (* 1988), australischer Musiker
- Gresham, Robert C. (1917–2005), amerikanischer Regierungsbediensteter
- Gresham, Thomas (1519–1579), Gründer der Londoner Börse
- Gresham, Walter (1841–1920), US-amerikanischer Politiker
- Gresham, Walter Q. (1832–1895), US-amerikanischer Politiker

### Gresi
- Gresini, Fausto (1961–2021), italienischer MotorradrennfahrerFausto Gresini (1961–2021)

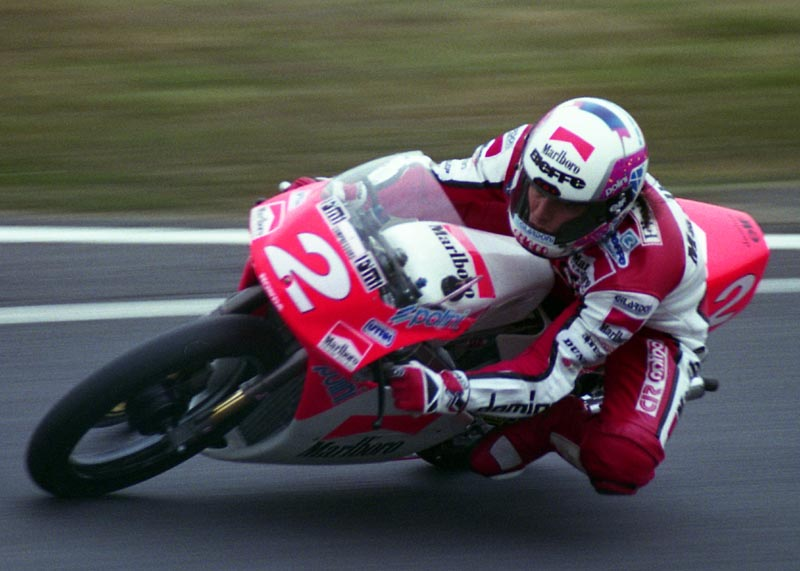
Fausto Gresini (1961–2021)

- Gresius Firmus, römischer Offizier (Kaiserzeit)

### Gresk
- Greskamp, Antonia (* 2000), deutsche Volleyballspielerin
- Gresko, Georg (1920–1962), deutscher Maler und Grafiker
- Greško, Vratislav (* 1977), slowakischer Fußballspieler
- Greskovits, Béla (* 1953), ungarischer Ökonom und Politikwissenschaftler

### Gresl
- Gresler, Maxim (* 2003), deutsch-kasachischer Fußballspieler
- Gresley, Henri François Xavier (1819–1890), französischer General und Kriegsminister
- Gresley, Nigel (1876–1941), englischer Eisenbahningenieur

### Gresm
- Gresmann, Hans (1928–2006), deutscher Journalist

### Gresn
- Gresnick, Antoine-Frédéric (1755–1799), Komponist
- Grešnovas, Valerijus (1914–1987), litauischer Basketballtrainer, Handballtrainer, Rugbytrainer, Hochschullehrer und Sportfunktionär

### Gress
- Gress, Drew (* 1959), US-amerikanischer Bassist des Avantgarde Jazz
- Gress, Elsa (1919–1988), dänische Schriftstellerin
- Greß, Frank-Harald (* 1935), deutscher Hochschullehrer, Orgelsachverständiger und Autor
- Greß, Franz (* 1941), deutscher Politikwissenschaftler
- Gress, Gilbert (* 1941), französischer Fußballspieler und französisch-schweizerischer -trainer
- Greß, Hermann (* 1954), deutscher Ruderer
- Greß, Ludwig (1747–1824), österreichischer Orgelbauer
- Gress, Maria (1897–1945), deutsche Pädagogin und Widerstandskämpferin gegen den Nationalsozialismus
- Gress, Richard (* 1970), deutscher Dokumentarfilmer
- Gress, Walter (1926–2001), deutscher Pfarrer und Politiker (SPD)
- Greß, Wilhelm (1885–1957), deutscher Politiker (NSDAP)
- Greß, Wolfgang (1929–2000), deutscher Politiker (SED), Wirtschaftsfunktionär der DDR
- Gressard, Fritz (1839–1923), deutscher Unternehmer in der Textilindustrie und Kommunalpolitiker
- Gresse, Franz (1895–1968), deutscher Politiker (SPD), MdA
- Gressel, Edmund (1893–1975), Schweizer Unternehmer
- Gressel, Gustav (* 1979), österreichischer PolitikwissenschaftlerGustav Gressel (* 1979)

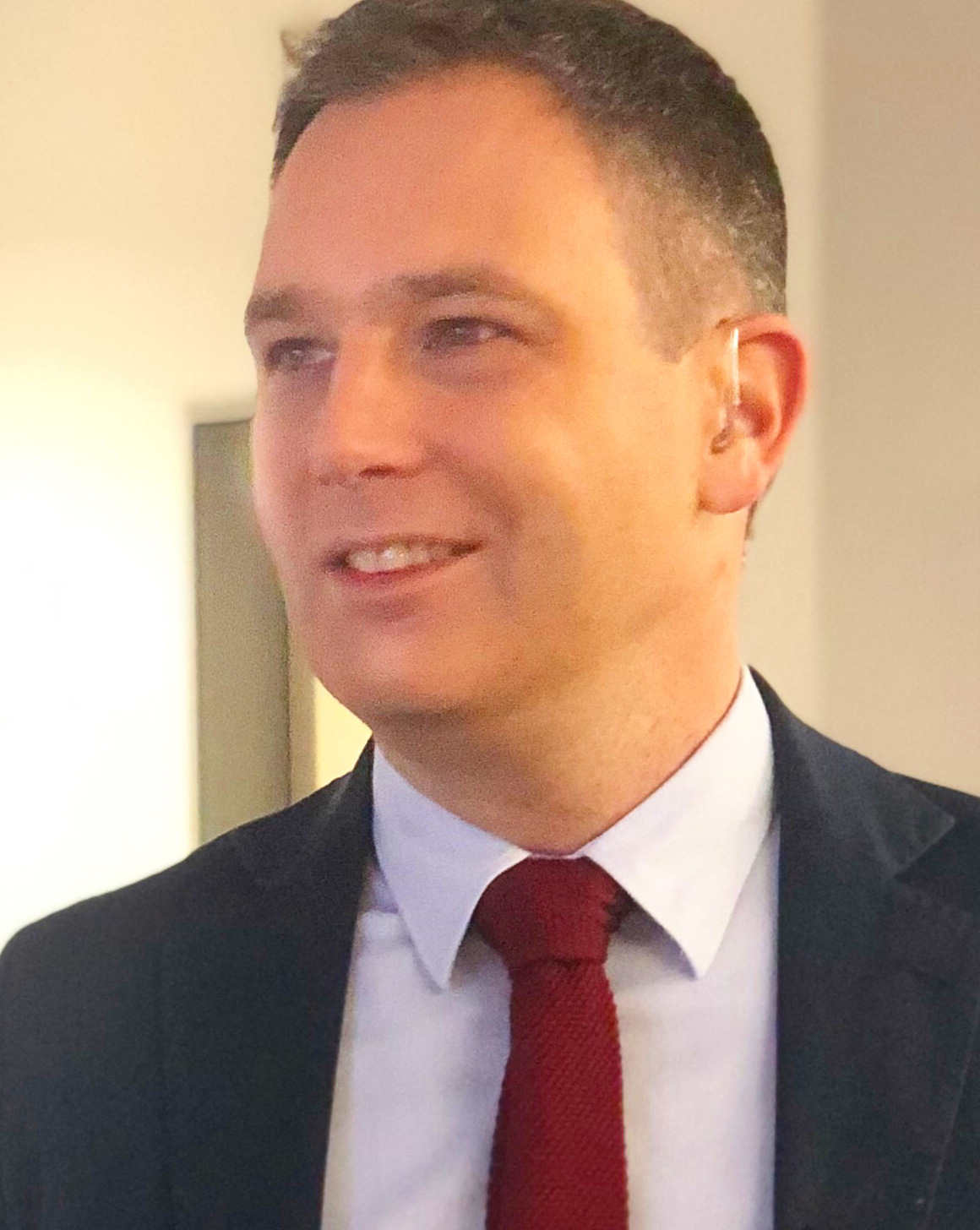
Gustav Gressel (* 1979)

- Gressel, Jonathan (* 1936), israelischer Agrarwissenschaftler
- Gressel, Julian (* 1993), deutsch-amerikanischer Fußballspieler
- Gressenbauer, Leopold (1931–1988), österreichischer Politiker (SPÖ)
- Greßer, Franz von (1807–1880), bayerischer Kultusminister (1866–1869)
- Gresser, Georg (* 1962), deutscher Mediävist, Kirchenhistoriker und Hochschullehrer
- Gresser, Gisela (1906–2000), US-amerikanische Schachspielerin
- Gresser, Hans (1921–2003), deutscher Komponist und Autor
- Gresser, Ion (1928–2019), US-amerikanischer Immunologe
- Gresser, Ursula (* 1957), deutsche Internistin und Rheumatologin
- Gresset, Jean-Baptiste Louis (1709–1777), französischer Dichter
- Gresset, Rocky (* 1980), französischer Gypsy-Jazz-Musiker
- Gressieker, Helmut (1910–1986), deutscher Künstler
- Gressieker, Hermann (1903–1983), deutscher Dramatiker
- Gressieker, Ulrich (1945–1990), deutscher Schauspieler und Synchronsprecher
- Gressier, Jimmy (* 1997), französischer LeichtathletJimmy Gressier (* 1997)

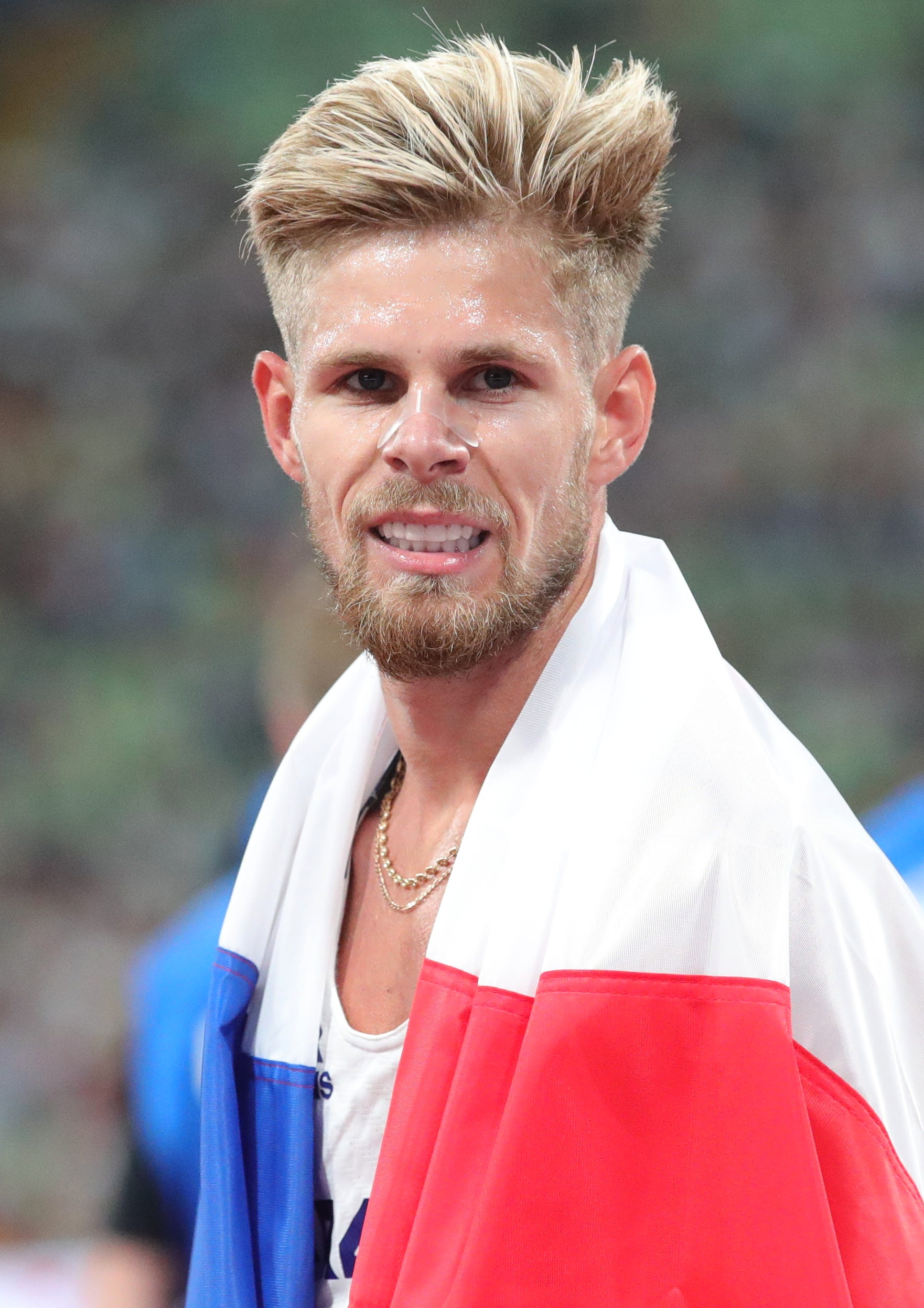
Jimmy Gressier (* 1997)

- Greßl, Franz (* 1936), österreichischer Politiker (ÖVP), Landtagsabgeordneter
- Gressl, Roger (* 1959), österreichischer Maler
- Greßler, Julius (1877–1946), deutscher Lehrer und Politiker (DDP, DStP), MdL
- Greßler, Kornelia (* 1970), deutsche Schwimmerin
- Gressly, Amanz (1814–1865), Schweizer Geologe und Paläontologe
- Gressman, Thomas (* 1957), US-amerikanischer Science-Fiction-Schriftsteller
- Gressmann, Evelyn (1938–2018), deutsche Schauspielerin und Synchronsprecherin
- Gressmann, Hugo (1877–1927), deutscher Alttestamentler
- Greßmann, Uwe (1933–1969), deutscher Lyriker
- Greßnich, Fritz (1927–2013), deutscher Kommunalpolitiker
- Gressnich, Patrick (* 1984), luxemburgischer Radrennfahrer
- Gressot, Michel (1918–1975), Schweizer Arzt und Psychoanalytiker

### Grest
- Grest, Gary (* 1949), US-amerikanischer Physiker
- Greste, Peter (* 1965), lettisch-australischer Kriegsberichterstatter, Dokumentarfilmer, Journalist und Publizist
- Grestius, Hieronymus († 1559), lutherischer Theologe sowie Chronist

### Gresw
- Greswell, Richard (1800–1881), britischer Lehrer und Wiederbegründer der National Society for Promoting Religious Education

### Gresz
- Gresz, Maria (* 1967), deutsche Journalistin und Fernsehmoderatorin
- Greszczyszyn, Dave (* 1979), kanadischer Skeletonsportler
- Greszkiewicz, Jerzy (* 1950), polnischer Sportschütze